# 颱風納沙 (2022年)
颱風納沙（英語：Typhoon Nesat，國際編號：2220，聯合颱風警報中心：WP232022，菲律賓大氣地球物理和天文管理局：Neneng）是2022年太平洋颱風季第20個被命名的風暴。「納沙」（國際音標：[neisaːt]）一名乃由柬埔寨所提供，意指捕魚。

## 發展過程
10月8日，一個熱帶擾動在關島以東生成，美國海軍研究實驗室給予擾動編號97W。
10月13日下午2時，日本氣象廳將其升格為熱帶低氣壓。
10月14日上午8時，台灣中央氣象局將其升格為熱帶性低氣壓，給予編號TD23。下午2時，聯合颱風警報中心將其評級提升為「高」，並發佈熱帶氣旋形成警報。晚間8時，日本氣象廳對其發布烈風警報。
10月15日凌晨2時，聯合颱風警報中心將其升格為熱帶低氣壓，給予熱帶氣旋編號23W。同時，香港天文台將其升格為熱帶低氣壓。下午2時，中國國家氣象局率先將其升格為熱帶風暴。同時，日本氣象廳將其升格為熱帶風暴，給予國際編號2220，並命名「納沙」；台灣中央氣象局將其升格為輕度颱風。下午5時，香港天文台將其升格為熱帶風暴。
10月16日凌晨3時50分左右，菲律賓大氣地球物理和天文服務管理局表示納沙於菲律賓卡加延省卡拉揚島附近登陸。上午5時，日本氣象廳率先將其升格為強烈熱帶風暴。上午7時，中央水文氣象預報中心升格為強烈熱帶風暴，上午8時，中國國家氣象局將其升格為強熱帶風暴。同時，香港天文台將其升格為強烈熱帶風暴，上午10時，泰國氣象局將其升格為熱帶風暴。下午2時，中國國家氣象局、聯合颱風警報中心及香港天文台將其升格為颱風。晚間8時，台灣中央氣象局將其升格為中度颱風。
10月17日下午2時，日本氣象廳將其升格為颱風。晚間8時，中國國家氣象局將其升格為強颱風。
10月18日下午2時，中國國家氣象局將其降格為颱風。
10月19日凌晨2時，香港天文台和中國國家氣象局將其降格為強烈熱帶風暴。同時，台灣中央氣象局將其降格為輕度颱風。凌晨5時，香港天文台將其降格為熱帶風暴。上午8時，日本氣象廳將其降格為強烈熱帶風暴。同時，聯合颱風警報中心將其降格為熱帶風暴。下午2時，日本氣象廳將其降格為熱帶風暴。
10月20日上午7時，香港天文台將其降格為熱帶低氣壓。下午2時，日本氣象廳將其降格為熱帶低氣壓。同時，台灣中央氣象局將其降格為熱帶低氣壓。晚上8時，日本氣象廳在天氣圖上移除該系統。香港天文台將其降格為低壓區。同時，台灣中央氣象局在天氣圖移除該系統。

## 影響

### 菲律賓
當地發出之最高風暴信號：三號風暴信號

### 臺灣
| 彭佳嶼 · 14 m/s板橋 · －鞍部 · 4.6 m/s竹子湖 · 4.3 m/s淡水 · 4.7 m/s基隆 · 10 m/s臺北 · 4.1 m/s新屋 · －新竹 · 6.4 m/s宜蘭 · 7.1 m/s蘇澳 · 9.4 m/s花蓮 · 10 m/s成功（新港） · 8.3 m/s臺東 · 4.4 m/s大武 · 7.4 m/s蘭嶼 · 21.5 m/s臺中 · 3.2 m/s梧棲 · －日月潭 · 4 m/s阿里山 · 2.2 m/s嘉義 · 3.4 m/s玉山 · 19.8 m/s臺南 · 5 m/s高雄 · －恆春 · 8.9 m/s澎湖 · 8.1 m/s東吉島 · 18.8 m/s金門 · 7.2 m/s馬祖 · 9.6 m/s 中華民國交通部中央氣象署署屬氣象測站測得最大持續風力。圖例： · 測得5級風或以下 · 測得6至7級風 · 測得8至9級風 | 彭佳嶼 · 23 m/s板橋 · －鞍部 · 17.2 m/s竹子湖 · 18.5 m/s淡水 · 11.9 m/s基隆 · 18.1 m/s臺北 · 11.7 m/s新屋 · －新竹 · 14.5 m/s宜蘭 · 15.1 m/s蘇澳 · 18.8 m/s花蓮 · 15.9 m/s成功（新港） · 18 m/s臺東 · 13.7 m/s大武 · 15.5 m/s蘭嶼 · 32.6 m/s臺中 · 6.8 m/s梧棲 · －日月潭 · 9.4 m/s阿里山 · 9.2 m/s嘉義 · 7.4 m/s玉山 · 26.6 m/s臺南 · 8.9 m/s高雄 · －恆春 · 20.1 m/s澎湖 · 19.4 m/s東吉島 · 25.9 m/s金門 · 14.8 m/s馬祖 · 19.5 m/s 中華民國交通部中央氣象署署屬氣象測站測得最大陣風。圖例： · 測得5級風或以下 · 測得6至7級風 · 測得8至9級風 · 測得10至11級風 |

當地發布之颱風警報：海上颱風警報
由於颱風納沙逐漸接近臺灣，交通部中央氣象局於10月15日下午4時發布海上颱風警報，首波警戒區域為巴士海峽。
10月16日上午11時15分持續發布豪雨特報，針對基隆北海岸、臺北市、新北市、臺中市山區、花蓮縣，發布豪雨特報，並將臺北市山區、桃園市山區、宜蘭縣山區，列為超大豪雨特報區域，桃園市、新竹縣、南投縣山區、高雄市山區、屏東縣山區、恆春半島、宜蘭縣、臺東縣、蘭嶼、綠島，列為大雨特報區域。
宜蘭縣大同鄉因部分地區受到雨勢影響，導致台7線等道路多處坍方，因此4所學校自行決定翌日停班課，包括大同鄉大同國民中學、大同鄉四季國民中學、大同鄉南山國民小學、以及大同鄉大同國民小學樂水分校。
截至19日統計，全台農業產物累計損失1001萬元，其中以宜蘭農損最多，累計有772萬元，屏東縣次之，累計損失有112萬元。

### 中國大陸
中央氣象台發布之最高颱風預警信號： 颱風黃色預警信號
國家氣象中心於10月15日下午6時發出颱風藍色預警信號，指翌日熱帶風暴納沙會進入南海，會在越南登陸。10月16日上午10時，國家氣象中心改發颱風黃色預警信號。10月18日起，海南、广东西南部、广西南部降雨明显增强。

#### 海南省
海南省氣象台發布之最高颱風預警信號： 颱風橙色預警信號
受颱風納沙影響，海南环岛高铁停运、海口三港停航。海南各类船只回港避风。琼州海峡停航。

#### 廣東省
廣東省氣象台發布之最高颱風預警信號： 颱風黃色預警信號

### 香港
- 當地發出之最高熱帶氣旋警告信號： 三號強風信號

香港天文台在10月14日發表「天氣隨筆」，表示在位於西北太平洋的一個低壓區會逐漸發展為熱帶氣旋，並在星期日橫過呂宋海峽，為南海東北部帶來不穩定天氣，其對香港天氣的影響仍有待觀察。香港天文台在10月15日下午12時30分發出特別天氣提示，表示隨後數天納沙會與香港保持超過400公里的距離，對香港的直接威脅不大，但受一股強烈東北季候風補充影響，香港翌週初至中期氣溫逐步下降及風勢頗大，離岸吹偏北強風，高地風力可達烈風程度，天文台屆時會按情況發出強烈季候風信號。
香港天文台在10月16日上午8時20分發出強烈季候風信號，當日早上離岸及高地吹偏北強風，天文台在下午12時25分取消強烈季候風信號。下午1時15分香港天文台更新「特別天氣提示」，表示納沙會在翌日靠近廣東沿岸，與香港的距離約為400公里左右，較先前預測更為接近珠江口一帶，而強度亦較先前預測強，天文台會在當晚考慮發出熱帶氣旋警告信號。天文台在10月16日下午9時20分發出一號戒備信號，當時納沙集結在香港之東南偏東約530公里。天文台表示納沙會在當晚至翌早逐漸靠近華南沿岸，在納沙及東北季候風共同影響下，香港離岸及高地會間中吹強風，一號信號會在17日上午5時前維持；預料17日風勢逐漸增強，天文台會視乎香港風力變化考慮改發三號信號。
天文台在10月17日上午4時45分表示一號信號會在上午10時前維持，並指納沙會在當日日間最接近本港，在香港400公里左右掠過。在凌晨4時許，紅磡榮光街52號外牆一個棚架懷疑被強風吹至搖搖欲墜，警方及消防到場視察後，把附近一段行人路封閉以防發生危險。天文台在上午7時45分表示會在上午10時至中午12時之間改發三號信號，並在上午9時45分表示會在上午11時30分或以前改發三號信號。天文台在上午11時30分改發三號強風信號，當時納沙集結在香港之東南約390公里。天文台指納沙的烈風圈會與廣東沿岸保持一定距離，除非納沙採取較為偏北路徑或顯著增強，否則在當晚午夜前改發八號信號的機會不大。入夜後香港多處吹北至東北強風，天文台在下午6時45分指納沙會在晚上開始遠離香港，但影響華南的東北季候風會逐漸增強，在東北季候風與納沙的共同影響下，香港仍然普遍吹強風，高地間中吹烈風，三號信號會在18日上午5時前維持，除非香港的風力進一步增強，否則改發八號信號的機會不大，並呼籲市民翌早外出前請留意天文台發出之最新天氣報告。晚上山頂道警署對開有樹木倒塌，擊中一輛行駛新巴15路線的巴士，巴士車頭損毀嚴重，玻璃碎裂，7人受輕傷。此外，中環德輔道中置地廣場外有一棵樹向馬路傾斜，附近一段電車服務曾一度暫停。納沙於晚上7時至8時最接近香港，在香港之東南偏南約370公里掠過。
10月18日上午4時45分，天文台表示三號信號會在中午前維持，且預料納沙會逐漸遠離香港，香港的風力不會顯著增強，改發八號信號的機會較低。隨著納沙繼續遠離珠江口，香港逐漸不受其環流影響，加上華南的東北季候風正在增強，天文台在上午9時45分表示三號信號會在下午3時前維持，並指當季候風對香港的影響變得更為顯著，會考慮以強烈季候風信號取代三號信號。天文台在上午11時45分表示香港將主要受東北季候風支配，會考慮在下午3時至5時以強烈季候風信號取代三號信號；再於下午1時45分表示，會考慮在下午3時40分或以前改發強烈季候風信號，以取代三號信號。隨著納沙繼續遠離香港，對香港的影響正逐漸減少，而香港繼續受強烈東北季候風影響，天文台隨後於下午3時40分取消所有熱帶氣旋警告信號，並同時發出強烈季候風信號，當時納沙集結在香港之西南偏南約510公里。由於風勢仍然頗大，天文台隨後亦發出特別天氣提示，提醒進行高空工作或戶外活動人士要繼續注意大風所帶來的威脅。隨著風勢減弱，天文台在10月19日上午8時40分取消強烈季候風信號。
納沙吹襲期間，天文台8個參考自動氣象站中有3個錄得強風，三號信號只欠一站便達標，當中機場及啟德均以些微之差，未能達到強風水平。長洲、流浮山及西貢錄得之最高10分鐘平均風速分別為每小時60、53及48公里。

### 澳門
- 當地發出之最高熱帶氣旋警告信號： 三號風球

地球物理暨氣象局在10月15日下午5時發出「特別信息」，表示受納沙及東北季風共同影響，預料翌晚開始澳門風勢將增強及氣溫逐漸下降。氣象局在10日16日下午12時15分更新「特別信息」，指「納沙」當日下午將進入澳門800公里範圍，當局屆時將發出熱帶氣旋信號，並預料「納沙」會澳門以南約450公里範圍內掠過，大致趨向海南島至越南中部；在「納沙」及東北季風的共同影響下，17至19日澳門風勢較強，風力達6至7級及有陣風，有幾陣驟雨及氣溫逐漸下降。隨著「納沙」進入澳門800公里範圍，氣象局在下午2時發出一號風球，當時「納沙」集結在澳門東南偏東約750公里，並表示預測澳門風力將會增強，日間改發較高風球機會不大，而翌日凌晨至早上發出三號風球的機會偏高。隨後氣象局在下午6時把三號風球可能發出的時間延後至17日日間至傍晚。氣象局在晚上11時表示預料一號風球將在翌日清晨維持。
10月17日上午，氣象局預計一號風球於上午維持，當天下午至傍晚改發三號風球的可能性較高。上午11時，氣象局表示考慮在下午3時至傍晚6時改發三號風球。下午2時30分，氣象局表示將會在下午4時30分改發三號風球。下午4時30分，氣象局正式改發三號風球，當時「納沙」位於澳門東南約400公里處，且預料三號風球將在午夜前維持。氣象局指除非「納沙」採取較偏北路徑移動，否則改發八號風球的機會較低。晚上11時，氣象局表示三號風球將在10月18日清晨維持。
「納沙」於10月18日凌晨2時最接近澳門，在澳門之東南偏南約380公里掠過。內港以南一帶凌晨曾出現輕微水浸。氣象局在上午5時表示，預料三號風球於上午維持，預料「納沙」繼續採取西南方向移動，會在澳門以南保持約400公里範圍掠過；隨後在上午11時表示預料三號風球將在日間維持。氣象局在下午5時表示預料三號風球將維持一段時間，並指「納沙」逐漸遠離澳門，對澳門的影響正逐漸減少，預料澳門當晚開始主要受東北季風影響，當局將在當晚至翌日凌晨改發強烈季候風信號；隨後在晚上8時表示預料三號風球將在晚上11時前維持，並將在晚上11時改發強烈季候風信號。隨著澳門開始主要受東北季風影響，氣象局在晚上11時取消所有熱帶氣旋警告信號，並同時發出強烈季候風信號，當時「納沙」集結在澳門西南偏南約540公里。隨著風勢減弱，氣象局在10月19日上午9時15分取消強烈季候風信號。

## 熱帶氣旋警告使用紀錄

### 中國大陸
| 国家气象中心 颱風預警信號 | 国家气象中心 颱風預警信號 | 国家气象中心 颱風預警信號 |
| ------------------------- | ------------------------- | ------------------------- |
| 上一熱帶氣旋              | 颱風藍色預警信號          | 下一熱帶氣旋              |
| 熱帶風暴桑卡              | 颱風藍色預警信號          | 颱風尼格                  |
| 超強颱風奧鹿              | 颱風黃色預警信號          | 颱風尼格                  |

### 菲律賓
| 菲律賓大氣地球物理和天文服務管理局 風暴信號 | 菲律賓大氣地球物理和天文服務管理局 風暴信號 | 菲律賓大氣地球物理和天文服務管理局 風暴信號 |
| ------------------------------------------- | ------------------------------------------- | ------------------------------------------- |
| 上一熱帶氣旋                                | 一號風暴信號                                | 下一熱帶氣旋                                |
| 熱帶低氣壓                                  | 一號風暴信號                                | 熱帶低氣壓25W                               |
| 超強颱風奧鹿                                | 二號風暴信號                                | 強烈熱帶風暴尼格                            |
| 超強颱風奧鹿                                | 三號風暴信號                                | 強烈熱帶風暴尼格                            |

### 臺灣
| 交通部中央氣象局 颱風警報 | 交通部中央氣象局 颱風警報 | 交通部中央氣象局 颱風警報 |
| ------------------------- | ------------------------- | ------------------------- |
| 上一熱帶氣旋              | 海上颱風警報              | 下一熱帶氣旋              |
| 中度颱風梅花              | 海上颱風警報              | 強烈颱風瑪娃              |

### 澳門
| 地球物理暨氣象局 熱帶氣旋信號 | 地球物理暨氣象局 熱帶氣旋信號 | 地球物理暨氣象局 熱帶氣旋信號 |
| ----------------------------- | ----------------------------- | ----------------------------- |
| 上一熱帶氣旋                  | 一號風球                      | 下一熱帶氣旋                  |
| 颱風馬鞍                      | 一號風球                      | 颱風尼格                      |
| 颱風馬鞍                      | 三號風球                      | 颱風尼格                      |

### 香港
| 香港天文台 熱帶氣旋警告信號 | 香港天文台 熱帶氣旋警告信號 | 香港天文台 熱帶氣旋警告信號 |
| --------------------------- | --------------------------- | --------------------------- |
| 上一熱帶氣旋                | 一號戒備信號                | 下一熱帶氣旋                |
| 颱風馬鞍                    | 一號戒備信號                | 強烈熱帶風暴尼格            |
| 颱風馬鞍                    | 三號強風信號                | 強烈熱帶風暴尼格            |

## 外部連結
| 太平洋颱風季             |
| 主題頁 - 專題 - 編輯指南 |

- （日語）日本氣象廳首頁 （页面存档备份，存于）
- （英文）聯合颱風警報中心首頁 （页面存档备份，存于）
- （简体中文）中國國家氣象中心首頁 （页面存档备份，存于）
- （繁體中文）臺灣中央氣象局首頁 （页面存档备份，存于）
- （繁體中文）香港天文台首頁 （页面存档备份，存于）
- （繁體中文）澳門地球物理暨氣象局首頁 （页面存档备份，存于）
- （英文）菲律賓大氣地球物理和天文管理局 惡劣天氣公告 （页面存档备份，存于）
- （泰文）泰國氣象局首頁 （页面存档备份，存于）